# Ton Pronk
Ton Pronk (Amsterdam, 21 maggio 1941 – Purmerend, 26 agosto 2016) è stato un calciatore olandese, di ruolo difensore.

## Palmarès

### Club

#### Competizioni nazionali
- Campionato olandese: 4

Ajax: 1965-1966, 1966-1967, 1967-1968, 1969-1970
- Coppa dei Paesi Bassi: 3

Ajax: 1960-1961, 1966-1967, 1969-1970

#### Competizioni internazionali
- Coppa Piano Karl Rappan: 1

Ajax: 1961-1962